# بيدرو فيسنتي فونسيكا
بيدرو فيسنتي فونسيكا (21 يناير 1935 في البرازيل - ) هو لاعب كرة سلة برازيلي في مركز الهجوم خلفي، شارك في دورة الألعاب الأمريكية 1959 ودورة الألعاب الأمريكية 1955 وبطولة كأس العالم لكرة السلة 1959.

## وصلات خارجية
- بيدرو فيسنتي فونسيكا على موقع الاتحاد الدولي لكرة السلة (الإنجليزية)